# Stephen Bray
Stephen Pate Bray (* 23. Dezember 1956 in Detroit, Michigan) ist ein US-amerikanischer Songwriter, Schlagzeuger und Musikproduzent aus Detroit. Bray ist vor allem bekannt durch seine Zusammenarbeit mit Madonna. Er besitzt die „Saturn Sound Recording Studios“ und die „Soultone Records Recording Studios“. 

## Biografie
Bray traf Madonna in der University of Michigan in Ann Arbor. Er studierte Musik, sie Tanz. Schnell begann eine Freundschaft zwischen beiden. Sie zogen nach New York City, wo sie Mitglieder der Band Breakfast Club wurden. Damals begannen sie ihre eigenen Lieder zu schreiben. Als Madonna einen Plattenvertrag von Sire Records bekam, begann ihre geschäftliche Zusammenarbeit.
Die Lieder, die Bray und Madonna komponierten, folgten oft der gleichen Struktur. Darin wurden der zweite Refrain und die Bridge immer wiederholt, bevor das Lied endete. Ihre Zusammenarbeit endete nach der Produktion von Madonnas Album Like a Prayer.
Bray hatte sein Broadway-Debüt im Jahr 2005 als Komponist und Texter für das Broadway-Musical The Color Purple. Für seine Arbeiten am Theaterstück wurde er für einen Tony Award nominiert. 2016 erhielt er als Autor des Stücks einen Grammy für das Beste Musical-Theater-Album ausgezeichnet.
Er ist verheiratet mit der Filmproduzentin Stephanie Allain, die bei der Produktion der Filme Hustle & Flow und Black Snake Moan mitwirkte.

## Produktion
- Ain’t No Big Deal, Barracuda (ursprüngliche Demo von Madonna)
- Warning Signs, Madonna (unveröffentlicht)
- Angel, Madonna
- Stay, Madonna
- Pretender, Madonna
- Over and Over, Madonna
- Into the Groove, Madonna
- Desperately Seeking Susan, Madonna (unveröffentlicht)
- Say It, Say It, E. G. Daily
- Baby Love, Regina, später gecovert von Dannii Minogue
- True Blue, Madonna
- Jimmy Jimmy, Madonna
- Where’s the Party, Madonna
- Spotlight, Madonna
- Working My Fingers to the Bone, Madonna (unveröffentlicht)
- Pipeline, Madonna (unveröffentlicht)
- Cross My Broken Heart, The Jets
- Sendin’ All My Love, The Jets
- Each Time You Break My Heart, Nick Kamen mit Madonna (ursprüngliche Demo von Madonna)
- Right on Track, The Breakfast Club
- Causing a Commotion, Madonna
- Can’t Stop, Madonna
- Love Attack, Madonna (unveröffentlicht)
- First Is a Kiss, Madonna (unveröffentlicht)
- Express Yourself, Madonna
- Keep It Together, Madonna
- Baby Gonna Shake, Royalty
- Get Over, Nick Scotti (ursprüngliche Demo von Madonna)
- Count the Days, Rhythm of Love Kylie Minogue
- Little Black Book Gina G
- That’s Why, The Party
- Needin’ Someone, The Party
- Change on Me, The Party